# Décret des Orphelins
Au Yémen, le Décret des Orphelins autorise l'État zaïdite à prendre sous sa protection et à éduquer dans la religion musulmane tous les enfants dhimmi (non-musulmans) dont les parents sont morts quand il ou elle était mineur.
Tout d'abord introduit (ou ré-introduit) au cours du XVIIe siècle, le décret fut ignoré lors de la domination ottomane du Yémen (1872-1918), mais il a été de nouveau mis en œuvre sous le gouvernement de Yahya Muhammad Hamid ed-Din (1918-1948). Ce décret n'a d'équivalent dans aucun autre pays.
Bien que la conversion forcée ne soit pas largement reconnue dans les lois islamiques, l'historien Shelomo Dov Goitein estime qu'une conversion forcée des orphelins aurait pu être justifiée par les propos attribués à Mahomet qui énonce : « Chaque personne est née de religion musulmane et ce sont ses parents qui font de lui un juif ou un chrétien ».

## Avant la domination ottomane
Il y a seulement quelques histoires fragmentaires et isolées sur la mise en œuvre du décret des Orphelins avant la domination ottomane. Il n'a pas été appliqué de manière égale dans toutes les régions du Yémen. Il y avait des endroits où les juifs étaient en mesure de cacher les enfants orphelins et de les protéger d'une conversion forcée à l'islam. Néanmoins, il existe bel et bien des récits de l'application du décret.
Shalom Shabazi, un poète juif qui vécut au XVIIe siècle au Yémen, écrit sur le sujet du « vol d'orphelins » dans l'un de ses poèmes.
Une traduction du poème est ainsi : « Des milliers d'âmes d'orphelins, garçons et filles, ont été arrachées des bras de leurs parents, grand-père et grand-mère, par la force, par les nations, tous les jours, des nombreux rois du Yémen ».
Le rabbin Haïm Habshush écrit qu'à la fin du règne d'Al-Mansur Ali en 1809 l'imam construit des palais pour ses fils "et quand il installe ses fils dans les palais, il ordonne que les enfants juifs orphelins soient saisis et convertis pour en faire les serviteurs et les scribes de ses palais. « Dans le même récit, Haïm Habshush témoigne qu'il y en avait certains "qui cachaient les enfants dans leur maison jusqu'à ce qu'ils atteignent la majorité ».
Un autre récit est daté de 1850. L'érudit juif Amram Qorah relate une histoire concernant son père orphelin, qui fut caché par une famille juive dans leur maison et échappa ainsi à une conversion forcée.

## Après la domination ottomane
L'historien britannique Tudor Parfitt compare ce décret aux « mesures draconiennes introduisant les cantonistes, la conscription forcée d'enfants juifs dans l'armée tsariste en Russie ». Au sujet de la réintroduction du décret des orphelins au Yémen après la fin de la domination ottomane, l'historien Parfitt affirme que la mise en œuvre intervint « dans les dix premières années » et « avec une grande rigueur ».
De nouveau, le décret fut appliqué inégalement dans les différentes régions du Yémen. Dans certains endroits, les autorités ont fermé les "yeux" au sujet des enfants échappés et cachés, mais, là où le décret a été mis en œuvre, des troupes ont été envoyées rechercher les enfants échappés et les dirigeants des communautés juives qui étaient soupçonnés de cacher les enfants étaient emprisonnés et torturés.
En 1923, la communauté juive d'al-Hodeïda subit l'enlèvement de 42 enfants orphelins, dont certains ont réussi à s'échapper.
Le récit d'un témoin de Sanaa relate un enlèvement d'un frère et d'une sœur sans père. Les enfants ont été arrachés de force des bras de leur mère et battus pour les faire se convertir à l'islam. La communauté juive a offert de payer pour le retour des enfants à leur famille, mais la loi islamique interdit d'accepter de l'argent pour éviter une telle conversion. Le témoin compare la cérémonie de la conversion des enfants à un "cortège funèbre".
Après être sorti de l'orphelinat, les garçons juifs convertis étaient souvent enrôlés comme soldats. Les filles étaient convoitées comme épouses parce qu'il n'y avait pas de parents qui nécessitaient d'être payés du prix de la fiancée afin de pouvoir les épouser.